# Felsőrajk
Felsőrajk is een plaats (község) en gemeente in het Hongaarse comitaat Zala. Felsőrajk telt 803 inwoners (2001).